# Hats Off (film 1927)
Hats Off è un cortometraggio del 1927 diretto da Hal Yates e interpretato da Laurel & Hardy. È l'unico film interamente perduto della coppia. Del film si sono salvate solamente le foto di produzione e la "cutting continuity", cioè la bozza cartacea che serviva al montatore per assemblare tutte le scene.

## Trama
Stanlio e Ollio vengono sbattuti fuori da un ristorante, perdendo il loro lavoro di lavapiatti. Camminando per la strada leggono un cartello davanti al negozio di lavatrici Kwickway in cui si cercano venditori dai modi spicci, specificando che l'esperienza non è necessaria.
Il proprietario, uscendo dal negozio si presenta. Stan alza il coperchio di una lavatrice in funzionamento e uno spruzzo d'acqua investe il proprietario. Oliver rimprovera Stan. Credendo nelle capacità dei due neo assunti il proprietario dà loro un esemplare di lavatrice per mostrare il funzionamento alle clienti; i due caricano la lavatrice su una Ford con cassone. Il proprietario raccomanda di trattarla con garbo perché quel modello costa un sacco di soldi. Appena i due partono la lavatrice cade addosso al proprietario. I due scendono dalla macchina, rialzano il proprietario e caricano di nuovo la lavatrice.
I due arrivano ad un complesso di quattro appartamenti, uno a fianco all'altro, e suonano alla prima porta. La quarta porta si apre. Dopo aver spostato la lavatrice fino alla quarta porta, che nel frattempo si è chiusa, i due scoprono che la prima porta è ora aperta. Ripetono più volte la cosa senza concludere nulla, quando ad un tratto arriva alle loro spalle un poliziotto; quando finalmente riescono a fermare una donna sulla porta, si accorgono del poliziotto e scappano via con la lavatrice.
I due cambiano zona e parcheggiano la Ford. Si accorgono che una donna li sta chiamando; sfortunatamente la donna abita in cima ad una lunga scalinata. A metà percorso Oliver inciampa e perde il cappello che cade all'inizio della scalinata. Oliver incarica Stan di andarlo a riprendere. Stan torna giù seguito da Oliver che rotola con la lavatrice. I due si scambiano i cappelli e tornano su. I ragazzi pensano che la donna sia interessata alla lavatrice, ma in realtà chiede solo il favore di spedirle una lettera. Per cavalleria i due accettano la commissione e sbuffando scendono la scalinata. Una volta arrivati giù la donna fa cenno di tornare su. Oliver ordina a Stan di andare a sentire cosa vuole. Arrivato esanime in cima, la donna dice a Stan di aver dimenticato il francobollo per la lettera, che ha Oliver. Quest'ultimo pensando che la donna abbia cambiato idea, sale con la lavatrice per poi scoprire che non ci sarà nessuna vendita. La rabbia è tale e che Oliver si sfoga su Stan e la cliente su Oliver.
Tornando giù dalla scalinata la coppia trova un'altra cliente interessata alla macchina, che vorrebbe provare; quando i due scoprono che anche l'abitazione della donna è in cima alla scalinata, Stan le molla un calcio nel sedere, la donna si sfoga su Oliver con un pugno sul naso facendo cadere a terra i loro cappelli, che vengono scambiati più volte dai due fino a far nascere una lite che coinvolge pian piano una serie di passanti, tra i quali anche il proprietario del negozio di lavatrici, che assiste alla distruzione dell'elettrodomestico causata da uno schiacciasassi. La rissa diventa sempre più grande fino all'arrivo di un poliziotto che vedendo il suo cappello schiacciato chiama i rinforzi e fa portare via tutti. Rimangono a terra solo Stan e Oliver che per l'ultima volta prendono i loro cappelli schiacciati invertendoseli.

## Remake
Nel 1932 Laurel e Hardy girarono il film La scala musicale, cortometraggio che vinse il premio Oscar come miglior cortometraggio, che riprende il soggetto di Hats Off. Stanlio e Ollio stavolta devono affrontare le scale per consegnare un pianoforte come regalo di compleanno.